# Orița
Orița este un pistol-mitralieră de calibrul 9 mm, ce a fost fabricat în România în timpul celui de-al Doilea Război Mondial și câțiva ani după. Arma fost numită după căpitanul Marin Orița, care a omologat în România modelul ei. Potrivit unor surse, Orița a fost un proiect ceho-român, la care au contribuit cehul Leopold Jašek și românul Nicolae Sterca.
Automatul Orița a fost fabricat în mare serie la Uzinele Metalurgice Copșa Mică și Cugir. Prima versiune, modelul M1941, a intrat în dotarea armatei române în 1943. O nouă versiune, îmbunătățită, este modelul M1948, cu pat fix de lemn sau M1949 cu pat rabatabil din metal. Arma s-a dovedit deosebit de fiabilă pe fronturile celui de-al Doilea Război Mondial și a rămas astfel în dotarea armatei române, până ce a fost înlocuită cu versiunea românească a automatului AK-47. Orița a fost în serviciul Gărzilor patriotice până în anii 1970.

## Variante
- Model 1941 - prima variantă.
- Model 1948 - variantă postbelică.
- Model 1949 - variantă postbelică pentru parașutiști (pat rabatabil), fabricată în număr redus.
- Orița Carabină - O versiune a fost proiectată, folosind muniția de 9 × 23mm Steyr. Doar un singur prototip a fost construit, acesta este păstrat la Muzeul Militar Național din București.

## Altele
- StG 44
- MP 38/40
- MP 18/28
- Pușca Fiodorov